# Ajung (Kalisat)
Ajung is een bestuurslaag in het regentschap Jember van de provincie Oost-Java, Indonesië. Ajung telt 8990 inwoners (volkstelling 2010).